# Романовское (Московская область)
Романовское — деревня в городском округе Кашира Московской области России.
1994—2006 гг. — в составе Барабановского сельского округа, 2006—2015 гг. — в составе сельского поселения Базаровское. Находится на границе с Тульской областью, в одном километре к западу от трассы Дон. Через деревню протекает река Пранка.

## Население
| 2002 | 2010 |
| ---- | ---- |
| 12   | ↗36  |